# Echidnopsis fartaqensis
Echidnopsis fartaqensis är en oleanderväxtart som beskrevs av T.A.Mccoy och Orlando. Echidnopsis fartaqensis ingår i släktet Echidnopsis och familjen oleanderväxter. Inga underarter finns listade i Catalogue of Life.